# Ludmilla Radchenko
Pour les articles homonymes, voir Radchenko.
Ludmilla Radchenko (en russe : Людмила Радченко, Lioudmila Radtchenko), née le 11 novembre 1978 à Omsk, en Sibérie, est une mannequin, une actrice et une artiste russe. Elle est très connue en Italie et dans les pays anglo-saxons.

## Biographie
Née à Omsk, diplômée en design de mode à Omsk en 1999, Ludmilla Radchenko a été élue Miss Charme au concours national de Miss Russie en 1997. Elle commence à travailler à la télévision à Moscou et à Saint-Pétersbourg.
Après son arrivée en Italie, elle entame sa carrière avec une émission de téléachat à la télévision italienne Paperissima. Plus tard, en 2001, elle participe comme danseuse à La sai l'ultima? et l'année suivante, à l'émission Passaparola, un quiz dirigé par Gerry Scotti, Letterina.
En 2003, elle apparait dans Spicy Tg sur Antenna 3. Dans le même temps elle continue à défiler comme mannequin, et en 2004 elle pose pour le calendrier du magazine Fox. En 2005, elle prend part au reality show La Talpa où elle est éliminée lors de la demi-finale.
Lors de l'été 2006, elle est l'une des protagonistes d'On the Road à Miami, un programme d'Italia 1. L'année suivante elle anime Tuning and fanatics, une émission de Diva's Production sur SKY. Elle participe au reality show Reality Game sur Sky Vivo.
Elle est choisie par Fapim, une entreprise de construction, pour le calendrier 2008. Elle pose pour le photographe Luca Cattoretti, avec des poses qui n'ont rien à envier aux plus célèbres poses érotiques de l'histoire du cinéma. Elle travaille également sur All Music pour le programme de mode « Modeland » animé par Jonathan Kashanian.
Après sa participation au reality show La Talpa, elle retrouve un intérêt pour la peinture, une passion de jeunesse qu'elle avait découverte en fréquentant quelques écoles d'art. Elle commence à peindre et expose dans différentes galeries à Milan.
En tant qu'actrice elle joue dans le téléfilm il Viaggio (2005) et participe à deux épisodes de la série télévisée « RIS - Crimes imparfaite. » Elle interprète de petits rôles dans différentes productions italiennes. En 
2008, elle joue dans le film A Light of passion d'Ulderico Acerbi.
Après son expérience à la télévision en 2008 elle revient à sa vraie passion : la peinture. Ses premières expositions personnelles la convainquent d'abandonner ses activités dans le spectacle pour se consacrer à l'art.
Après un long séjour à New York consacré à l'étude, elle produit une série de tableaux qu'elle expose dans différentes galeries d'art.
En 2010 elle réalise une vache géante pour la Cow Parade 2010, une exposition de design, et elle participe à une installation artistique à la Triennale de Milan. Elle expose également au Musée d'art contemporain de Lucques.
Quelques mois après son exposition à La Scala, elle est sélectionnée pour le concours international de peinture « Gemlucart de Moine » et elle entame sa collaboration avec l'« Œuvre Gallery », l'une des onze galeries homonymes présentes dans le monde entier.
En décembre 2010, les éditions Skira-Feltrinelli publient sa première monographie d'artiste Power pop. En février 2011, la province de Milan soutient une exposition de Ludmilla présentée à Paris, à la Maison des cultures du monde. En mai 2011, la galerie Crown Fine Art de New York présente les œuvres de Ludmilla au festival Eating Art, à Soho, le célèbre quartier newyorkais.
Elle est fiancée avec Matteo Viviani.

## Filmographie

### Télévision
- 2001 : La sai l'ultima?
- 2002 : Passaparola
- 2003 : Spicy Tg
- 2005 : Il viaggio, de Ettore Pasculli - Film TV
- 2005 : La talpa
- 2005 : Les Spécialistes : Investigation scientifique (R.I.S. - Delitti imperfetti), d'Alexis Sweet et Pier Belloni - Serie TV  - Épisodes : L'ora del veleno et Bella da morire
- 2005 : L'ispettore Coliandro: Sesso e segreti, de Manetti Bros. - Film TV
- 2006 : On the Road
- 2007 : Tuning and Fanatics
- 2007 : Reality Game
- 2008 : Modeland

### Cinéma
- 2005 : A Light of Passion, de Ulderico Acerbi - Film
- 2006 : Scaccomatto, de Carlo Fumo - Court-métrage
- 2008 : Un posto al sole d'estate, registi vari - Soap opera  - Rôle : Natasha
- 2010 : Ganja Fiction de Mirko Virgili - Film  - Rôle : Luna

## Agences
- Urban Management
- Gwen Management

## Publications
- Pop Art, éditions Skira-Feltrinelli  (2010)  (ISBN 978-8-85720-892-3)